# National Airlines
National Airlines — американська вантажна авіакомпанія, що базується у Орландо Флорида у Міжнародному аеропорту Орландо - Санфорд. Виконує регулярні і чартерні вантажні та пасажирські авіаперевезення. Її основна база — Willow Smith Airport поблизу Іпсіланті

## Історія
Авіакомпанія була заснована в 1985 році як Murray Air і початку перевезення в грудні 1986 року літаком Mitsubishi MU-2, переробленому для перевезення вантажів. У квітні 2005 Murray Air і її сестринська компанія, Murray Aviation, стали виконувати свої перевезення під льотним сертифікатом Murray Air. У грудні 2008 року, після того, як компанія була викуплена групою National Air Cargo, Murray Air змінила свою назву на National Airlines і працює під брендом National Air Cargo Group, Inc.

В секторі вантажних перевезень National Airlines використовує два літака Douglas DC-8-63CF і один Douglas DC-8-71F. У квітні 2009 перевізник почав польоти між Іпсіланті і авіабазою Баграм; в серпні того ж року польоти були продовжені до аеропорту Кандагара.
Влітку та у вересні 2010 року авіакомпанія ввела в експлуатацію два вантажних Boeing 747-400 з бортовими номерами TF-NAC і TF-NAD (власником є ісландська авіакомпанія Air Atlanta Icelandic)
2013 року підприємство перенесло свою штаб-квартиру з міста Іпсіланті у Мічигані до Орландо, Флорида.

## Флот

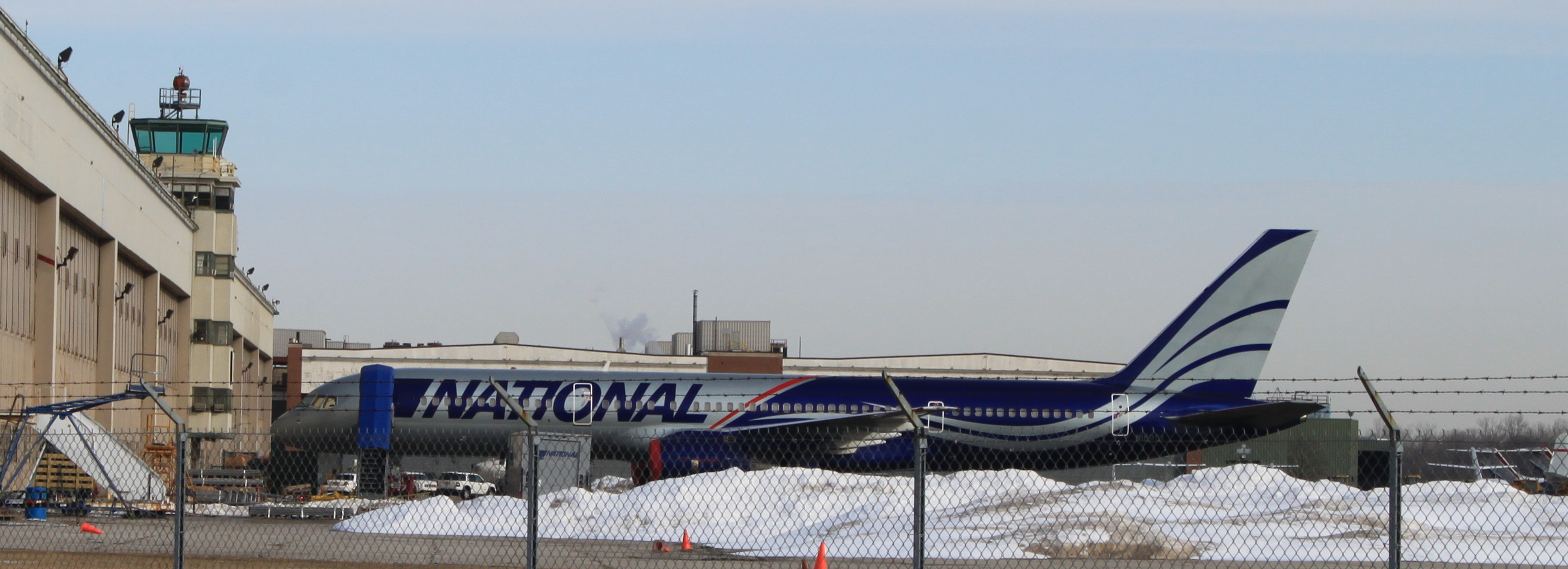
Вантажно-Пасажирський Boeing 757—200 National Airlines

На вересень 2010 року флот National Airlines включав в себе:
- 2 Boeing 747-400
- 2 Douglas DC-8-63CF
- 1 Douglas DC-8-71F
- 1 Saab 340A
- 2 BAe Jetstream 31

Протягом 2011 року планується ввести у флот п'ять вантажопасажирських літаків Boeing 757—200.

## Аварії та події
- 29.04.2013 — вантажний Boeing 747-400 розбився при зльоті з авіабази Баграм, поблизу Кабула. Загинули всі члени екіпажа.[10] .